# Синфилд, Питер
Питер Джон Синфилд (англ. Peter John Sinfield; 27 декабря 1943, Лондон, Англия — 14 ноября 2024) — британский продюсер, автор песен, музыкант. Более всего известен как автор текстов песен первых альбомов King Crimson. Его стихи вошли в альбомы In the Court of the Crimson King, In the Wake of Poseidon, Lizard, Islands, которые он к тому же спродюсировал.
Синфилд говорил, что на его творчество большое влияние оказали «A Poet's Notebook» Эдит Ситуэлл, а также произведения Рембо, Поля Верлена, Уильяма Блейка, Халиля Джебрана и Шекспира.

## ‍Биография и творчество
Питер Синфилд родился в Фулеме (Лондон) в семье смешанного англо-ирландского происхождения. До восьми лет его в основном воспитывала немецкая экономка его матери Мария Валленда, канатоходец из циркового номера «The Flying Wallendas», после чего его отправили в школу в Элмбридже. Именно там Синфилд под руководством своего наставника Джона Моусона открыл в себе любовь к словам, их использованию и значениям. Он начал читать всевозможные книги, особенно стихи. Позже он учился в гимназии в Беркшире, но бросил школу в шестнадцать и некоторое время работал турагентом, полагая, что это «позволит ему увидеть мир».
Затем Синфилд в течение шести лет работал в компьютерной компании, общаясь с друзьями из Школы искусств Челси. В это время, в середине 1960-х годов, он начал учиться играть на гитаре и писать стихи, а также зарабатывал на жизнь, продавая воздушных змеев ручной работы, абажуры, картины и одежду по индивидуальному заказу. Он провел несколько лет, путешествуя по Марокко и Испании, прежде чем вернуться в Англию. Около 1967 года он сформировал группу под названием «The Creation», которую он представлял себе как нечто среднее между Донованом и The Who. Один из её участников, Иэн Макдональд, убедил Синфилда сменить роль певца/гитариста на автора текстов.
В 1968 году Иэн Макдональд присоединился к трио Giles, Giles and Fripp, состоящему из Майкла Джайлза, Питера Джайлза и Роберта Фриппа. Вскоре Питера Джайлза заменил Грег Лейк и группа приняла название King Crimson. Макдональд привлёк Синфилда к написанию песен для новой группы. В это время они записали раннюю версию песни «I Talk to the Wind», которая позже стала частью репертуара King Crimson, а в октябре 1969 года выпустили свой первый долгоиграющий альбом In the Court of the Crimson King, ставший невероятно успешным. В это время Синфилд уже был полноценным членом группы. Помимо написания текстов песен, которые стали частью имиджа King Crimson, Синфилд также руководил световым шоу группы на их концертах и давал советы по оформлению, дизайну альбомов и другим деталям. Исполнительская роль Синфилда в группе ограничивалась периодической игрой на синтезаторе EMS VCS 3. Синфилд оставался членом King Crimson до 1972 года, приняв участие в выпуске первых четырёх студийных альбомовː In the Court of the Crimson King, In the Wake of Poseidon, Lizard, Islands. После выхода Islands Роберт Фрипп решил кардинально изменить стиль и состав группы и попросил Синфилда уйти из King Crimson.
После ухода их King Crimson Синфилд остался верен сцене прогрессивного рока. Он принял участие в альбоме экс-участников King Crimson McDonald and Giles, спродюсировал одноимённый первый альбом Roxy Music, а затем, в 1973 году записал сольный альбом Still. Позже альбом был перевыпущен на CD под названием Stillusion, были добавлены дополнительные треки. Потом Синфилд стал писать тексты песен для другого выходца из King Crimson — Грега Лейка из Emerson, Lake & Palmer, для итальянской прог-команды PFM, для сольного альбома No More Fear of Flying Гэри Брукера.
Одной из самых известных песен с текстом Питера Синфилда стала песня «I Believe in Father Christmas» группы Emerson, Lake & Palmer. Выпущенная сначала синглом, а потом на долгоиграющем альбоме Works Volume 2 (1977), она стала популярной рождественской песней, несмотря на то, что сам Грег Лейк такого значения песне не придавал.
В последнее время Синфилд работал в сфере поп-музыки. Например, он написал текст песни «The Land of Make Believe» группы Bucks Fizz и текст «Think Twice» для Селин Дион. Кроме того, он писал тексты для Дэвида Кросса, бывшего участника King Crimson.
Умер 14 ноября 2024 года в возрасте 80 лет.